# Experiência do tubo de Lenz
A experiência do tubo de Lenz utilizada para demonstrar a lei de Lenz consiste na queda de um potente ímã dentro de um material bom condutor de eletricidade mas sem propriedades magnéticas (por exemplo, alumínio ou cobre), mesmo sem contato com as "paredes" do tubo, observa-se que a queda é mais demorada do que fora do tubo, isto se deve as correntes elétricas induzidas: são elas que freiam sua queda.